# The Best of Yankovic
The Best of Yankovic è un album raccolta di "Weird Al" Yankovic, pubblicato in Corea, esclusivamente nel formato vinile, nel 1992.

## Tracce
1. Smells Like Nirvana – 3:42
2. Taco Grande – 3:44
3. Airline Amy – 3:50
4. The Plumbing Song – 4:08
5. Eat It – 3:19
6. Like a Surgeon – 3:32
7. Living with a Hernia – 3:20
8. Lasagna – 2:46
9. One More Minute – 4:04

## Musicisti
- "Weird Al" Yankovic - cantante, tastiera
- Steve Jay - basso
- Jim West - chitarra
- Jon "Bermuda" Schwartz - batteria